# Hannah Cain
Hannah Jade Cain, född den 11 februari 1999, är en walesisk fotbollsspelare.
Hannah Cain inledde sin seniorkarriär med spel i Sheffield FC år 2016. 2018 värvades hon av Everton. Hon kontrakterades 2020 av Leicester City. Hon har även representerat det walesiska damlandslaget där hon debuterade år 2021. Under sin juniortid representerade hon även England på U19- och U21-nivå.